# Чукурова (комуна)
Чукурова (рум. Ciucurova) — комуна у повіті Тулча в Румунії. До складу комуни входять такі села (дані про населення за 2002 рік):
- Атмаджа (220 осіб)
- Финтина-Маре (636 осіб)
- Чукурова (1475 осіб)

Комуна розташована на відстані 195 км на схід від Бухареста, 39 км на південний захід від Тулчі, 83 км на північ від Констанци, 67 км на південний схід від Галаца.

## Населення
За даними перепису населення 2002 року у комуні проживала 2331 особа.
Національний склад населення комуни:
| Національність   | Кількість осіб | Відсоток |
| ---------------- | -------------- | -------- |
| румуни           | 2172           | 93,2%    |
| турки            | 82             | 3,5%     |
| цигани           | 73             | 3,1%     |
| росіяни-липовани | 3              | 0,1%     |

Рідною мовою назвали:
| Мова      | Кількість осіб | Відсоток |
| --------- | -------------- | -------- |
| румунська | 2248           | 96,4%    |
| турецька  | 82             | 3,5%     |

Склад населення комуни за віросповіданням:
| Релігія       | Кількість осіб | Відсоток |
| ------------- | -------------- | -------- |
| православні   | 2201           | 94,4%    |
| мусульмани    | 82             | 3,5%     |
| п'ятдесятники | 29             | 1,2%     |
| баптисти      | 17             | 0,7%     |
| адвентисти    | 2              | 0,1%     |